# Grant Park Music Festival
Le Grant Park Music Festival (en français : Le festival de musique du parc de Grant) est une série de concerts de musique classique qui se déroule chaque année à Grant Park, dans le centre de Chicago (Illinois, États-Unis). Le Grant Park Music Festival est le seul festival de musique classique en plein air.
Il se tient actuellement au pavillon Jay Pritzker dans le Millennium Park dans le secteur communautaire du Loop (Downtown Chicago). Lors de la saison 2004, le festival s'est déplacé au pavillon Jay Pritzker et a fêté son 77e anniversaire. Auparavant, le Grant Park Music Festival avait lieu au Bandshell Petrillo de Grant Park. À l'occasion, le festival eut lieu au Théâtre de Harris.
Le Grant Park Music Festival est devenu une tradition à Chicago en 1931, lorsque le maire Anton Cermak a proposé de mettre en place une série de concerts gratuits pour remonter le moral des habitants de Chicago durant la Grande Dépression. Le festival, qui est parrainé par le Chicago Park District, le Département des affaires culturelles de Chicago et le Grant Park Orchestral Association présente les nommés aux Grammy Awards.
Le calendrier comprend dix semaines consécutives de représentations le mercredi, le vendredi et le samedi de la mi-Juin à la mi-août. Actuellement, les représentations débutent habituellement à 6:30 du matin avec sièges coquilles réservées aux abonnés. Ces sièges non réclamés sont remis au public 15 minutes avant chaque représentation. Les sièges situés directement sur la pelouse sont libres et des couvertures sont mises à disposition pour les familles.
Le conducteur principal est Carlos Kalmar. Les musiciens de la saison 2007 incluent Marc-André Hamelin, Russell Braun, Erin Wall, Chorus Glen Ellyn Children's interprétant des œuvres de compositeurs beaucoup plus performants tels que Brahms, Beethoven, Mendelssohn, Leo Brouwer, Heitor Villa-Lobos, Mozart, Tan Dun, et Ferruccio Busoni.